# Judie Tzuke

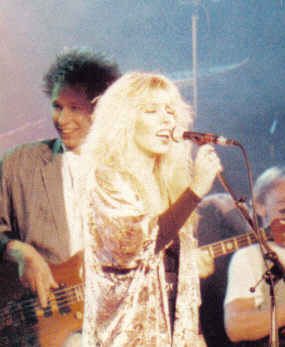
Judie Tzuke (1985)

Judie Tzuke (gebürtig Judie Myers, * 3. April 1956 in London) ist eine englische Sängerin und Songschreiberin.

## Leben
Tzuke ist Tochter des Musikmanagers Sefton Myers und der Schauspielerin Jean Silverside. Als Jugendliche begann sie, Klavier und Gitarre zu spielen und eigene Lieder zu schreiben, die sie in lokalen Clubs zum Besten gab. Zu Beginn ihrer Karriere nahm sie den früheren Nachnamen ihrer polnischen Vorfahren väterlicherseits wieder an, den diese nach der Immigration in England abgelegt hatten. Mitte der 1970er lernte sie den Gitarristen und Songschreiber Mike Paxman kennen, mit dem sie bis heute als Autor, Musiker und Produzent zusammenarbeitet. 1977 veröffentlichten die beiden unter dem Namen „Tzuke and Paxo“ eine gemeinsame Single, These are the Laws. 1978 folgte Judies erste Solosingle For you. Zu dieser Zeit hatte sie einen Plattenvertrag mit Elton Johns Label „Rocket“.
Ihr erstes Album Welcome to the Cruise konnte sich auf Anhieb in den UK-Charts platzieren (Platz 14) und erreichte Gold-Status. Die daraus ausgekoppelte Single Stay with Me till Dawn, eine von Tzuke und Paxman geschriebene Ballade mit einem opulenten Streicher-Arrangement aus der Feder von Paul Buckmaster, erreichte Platz 16 in Großbritannien, blieb jedoch ihr einziger Hit.
Dennoch wäre es nicht ganz korrekt, sie als One-Hit-Wonder zu bezeichnen, weil ihre nachfolgenden Alben aus den 1980er Jahren durchaus noch in den Charts notiert wurden (Sportscar erreichte 1980 sogar die Top 10). Danach ging der kommerzielle Erfolg ihrer Musik jedoch zurück; sie wechselte mehrfach aus Unzufriedenheit die Plattenfirma, veröffentlicht ihre CDs seit 1996 unter dem eigenen Label „Big Moon Records“ und vertreibt sie seitdem – als eine der ersten Musikschaffenden überhaupt – über ihre Website.
Mit John ‘Rhino’ Edwards und Jeff Rich schlossen sich 1986 zwei Ex-Mitglieder ihrer Begleitband der britischen Rocklegende Status Quo an, während Mike Paxman Ende der 1990er Jahre zum Produzenten und Webmaster von Status Quo avancierte. Matt Letley, der Jeff Rich im Jahr 2000 als Schlagzeuger bei Status Quo ablöste und dort bis 2013 Mitglied blieb, begleitete Tzuke von 1983 bis 1985 am Drumset. Judie Tzuke ist bis heute als Sängerin aktiv. Darüber hinaus hat sie sich ein zweites Standbein als Autorin für andere Künstler aufgebaut. Zum Album Dive Deep von Morcheeba steuerte sie die Songs Enjoy The Ride und Blue Chair bei.
Mit ihrem Partner Paul Muggleton, der gemeinsam mit Paxman die meisten ihrer Alben produziert, hat sie zwei Töchter (geb. 1987 und 1994).

## Diskografie

### Alben
| Jahr | Titel                           | Höchstplatzierung, Gesamtwochen, AuszeichnungChartsChartplatzierungen (Jahr, Titel, Platzierungen, Wochen, Auszeichnungen, Anmerkungen) | Anmerkungen                         |
| Jahr | Titel                           | UK | Anmerkungen                         |
| ---- | ------------------------------- | --- | ----------------------------------- |
| 1979 | Welcome to the Cruise           | UK14 Gold · (17 Wo.)UK |                                     |
| 1980 | Sportscar                       | UK7 Gold · (11 Wo.)UK |                                     |
| 1981 | I Am Phoenix                    | UK17 (10 Wo.)UK |                                     |
| 1982 | Shoot the Moon                  | UK19 (10 Wo.)UK |                                     |
| 1982 | Roadnoise, the Official Bootleg | UK39 (4 Wo.)UK | Livealbum                           |
| 1983 | Ritmo                           | UK26 (5 Wo.)UK |                                     |
| 1985 | The Cat is Out                  | UK35 (3 Wo.)UK |                                     |
| 1989 | Turning Stones                  | UK57 (1 Wo.)UK |                                     |
| 2018 | Woman to Woman                  | UK42 (1 Wo.)UK | mit Beverley Craven & Julia Fordham |

Weitere Alben
- 1983: The Best of (Kompilation)
- 1988: A Message from Radio City (Kompilation)
- 1991: Left Hand Talking
- 1992: Wonderland
- 1995: BBC in Concert (live)
- 1995: Stay with Me till Dawn (Kompilation)
- 1996: Under the Angels
- 1997: Over the Moon
- 1998: Secret Agent
- 2000: Six Days before the Flood
- 2001: Queen Secret Keeper
- 2001: The Very Best of (Kompilation)
- 2002: Drive Live (live)
- 2003: The Beauty of Hindsight
- 2004: The End of the Beginning
- 2006: Falling Down – Hybrid
- 2007: Songs 1
- 2008: Songs 2
- 2008: Dive Deep (Morcheeba)
- 2010: Moon on a Mirrorball (Kompilation)
- 2011: One Tree Less
- 2011: The October Road (live)
- 2013: Song Club
- 2013: Christmas with The Tzukettes
- 2015: Song Club Too

### Singles
| Jahr | Titel Album                                  | Höchstplatzierung, Gesamtwochen, AuszeichnungChartsChartplatzierungen (Jahr, Titel, Album, Platzierungen, Wochen, Auszeichnungen, Anmerkungen) | Anmerkungen |
| Jahr | Titel Album                                  | UK | Anmerkungen |
| ---- | -------------------------------------------- | --- | ----------- |
| 1979 | Stay With Me Till Dawn Welcome to the Cruise | UK16 (10 Wo.)UK |             |
| 1983 | Black Furs                                   | UK96 (1 Wo.)UK |             |
| 1984 | You The Cat Is Out                           | UK92 (3 Wo.)UK |             |
| 1985 | I’ll Be The One The Cat Is Out               | UK97 (1 Wo.)UK |             |
| 1989 | We’ll Go Dreaming Turning Stones             | UK96 (2 Wo.)UK |             |